# 원석학원 (신경주대학교)
학교법인 원석학원(學校法人 元錫學園)은 경상북도 경주시에 위치한 학교법인이다. 현재 이사장은 김성호이다.
신라고등학교, 신경주대학교를 운영하고 있다.

## 구성

### 신경주대학교
신경주대학교는 경상북도 경주시의 일반대학인 한국관광대학으로 1987년 개교한 것이 시초이다. 2024년 3월, 현재의 교명으로 변경하여 현재에 이르고 있다. 2019년 기준, 3개의 단과대학과 2개의 대학원을 설치하고 있다.

### 신라고등학교
신라고등학교는 경상북도 경주시의 일반고등학교로, 1982년 설립되어 현재에 이르고 있다.

## 재정난
설립자이자 전직 국회의원인 김일윤의 사학비리로 인해 끊임없이 사학분규가 발생하였으며, 여러차례 검찰과 교육부의 감사에 적발되었다. 급기야 저출산고령화로 신입생 충원률이 급격히 떨어지자 등록금 수입외 별다른 수익사업이 없어서 2018년부터 같은 학원내 경주대와 서라벌대간 통합을 통해서 위기를 타개하고자 한다.
2023년 4월 14일 교육부로부터 경주대-서라벌대 통폐합 승인받았다.